# Herbert Brenon
Alexander Herbert Reginald St. John Brenon (13. ledna 1880, Kingstown – 21. června 1958, Los Angeles) byl irský filmový režisér, herec a scenárista němé éry filmu. Brenon patřil mezi rané filmaře, kteří ovládali a vykonávali prakticky všechny kreativní a technické činnosti při tvorbě svých snímků. Mezi jeho nejoceňovanější filmy patří Neptunova dcera (1914), Peter Pan (1925), Polibek pro Popelku (1925) a původní filmová verze Beau Geste (1926). Jako režisér byl znám svou značnou autoritativností.

## Život
V roce 1882 se rodina přestěhovala z Irska do Londýna, kde Herbert získal vzdělání na King's College London. V roce 1896, ve věku 16 let, emigroval do Spojených států a v roce 1918 se stal americkým občanem. Ve věku 29 let se dostal k psaní scénářů a střihu filmů pro Independent Moving Pictures Company (pozdější Universal Studios). V roce 1911 režíroval svůj první film, All For Her (1912). Hrál též v mnoha filmech, které zde režíroval. Brenon vzal svou produkční jednotku do Evropy v roce 1913 a natočil řadu filmů v Anglii, Francii a Německu. Nejoceňovanější z nich byla jeho adaptace románu Waltera Scotta Ivanhoe, který byl natočen na zámku Chepstow. Brenonovým posledním filmem pro IMP byla jeho Neptunova dcera z roku 1914, která z Annette Kellermanové udělala jednu z prvních celebrit němého filmu.
Brenon opustil Independent Moving Pictures Company v roce 1914, aby vytvořil svou vlastní produkční společnost Tiffany Film Corporation, která však přežila jen krátce. V letech 1915-1916 pak pracoval v produkční společnosti Williama Foxe. Brenon pro Foxe natáčel na Jamajce film A Daughter of the Gods. Překročil však značně rozpočet, což Foxe rozčílilo. Sám sestříhal Brenonův materiál a nedal Brenona ani do titulků. Brenon opustil organizaci Fox poté, co u soudu neuhájil svůj názor, že Fox nemá právo manipulovat s jeho obrazovým materiálem.
Poté odešel do společnosti Paramount. Zde natočil Petera Pana (1924), v hlavní roli s Betty Bronsonovou, a Polibek pro Popelku (1925). Brenonovým nejúspěšnějším komerčním počinem v Paramountu byl Beau Geste (1926) s hercem Ronaldem Colmanem. Brenon byl za režii snímku nominován na Oscara v roce 1927. Brenonova filmová kariéra ve Spojených státech skončila s příchodem zvukového filmu. V polovině 30. let se přestěhoval zpět do Anglie, kde se mu vedlo o něco lépe. Svůj poslední film The Flying Squad dokončil v roce 1940. Zemřel ovšem v USA, v Los Angeles. Pohřben byl v New Yorku.